# 民生日报
《民生日报》，曾为《温岭日报》、《温岭新闻》、《温岭新报》，是中华民国浙江省温岭县当地的一个报纸。

## 沿革
民国16年（1927年）10月1日，《温岭日报》出版，是温岭县内首家报纸，社址城西永胜堂。1930年，发行量500份，主编诸葛剑青。1941年4月，与《温岭新闻》（1930年10月10日创办的、总编邱希龄）合并改组建立《温岭新报》。《温岭新报》于1941年6月1日办刊，为三民主义青年团临海分团青年服务社主办，主编黄松岗，发行量860份。1943年9月，《温岭新报》改为《民生日报》，为县府机关报，总编胡继涛、后为颜安康。1947年8月停办。